# Pyrinia diffundaria
Pyrinia diffundaria är en fjärilsart som beskrevs av Walker 1860. Pyrinia diffundaria ingår i släktet Pyrinia och familjen mätare. Inga underarter finns listade.